# Бореальний клімат

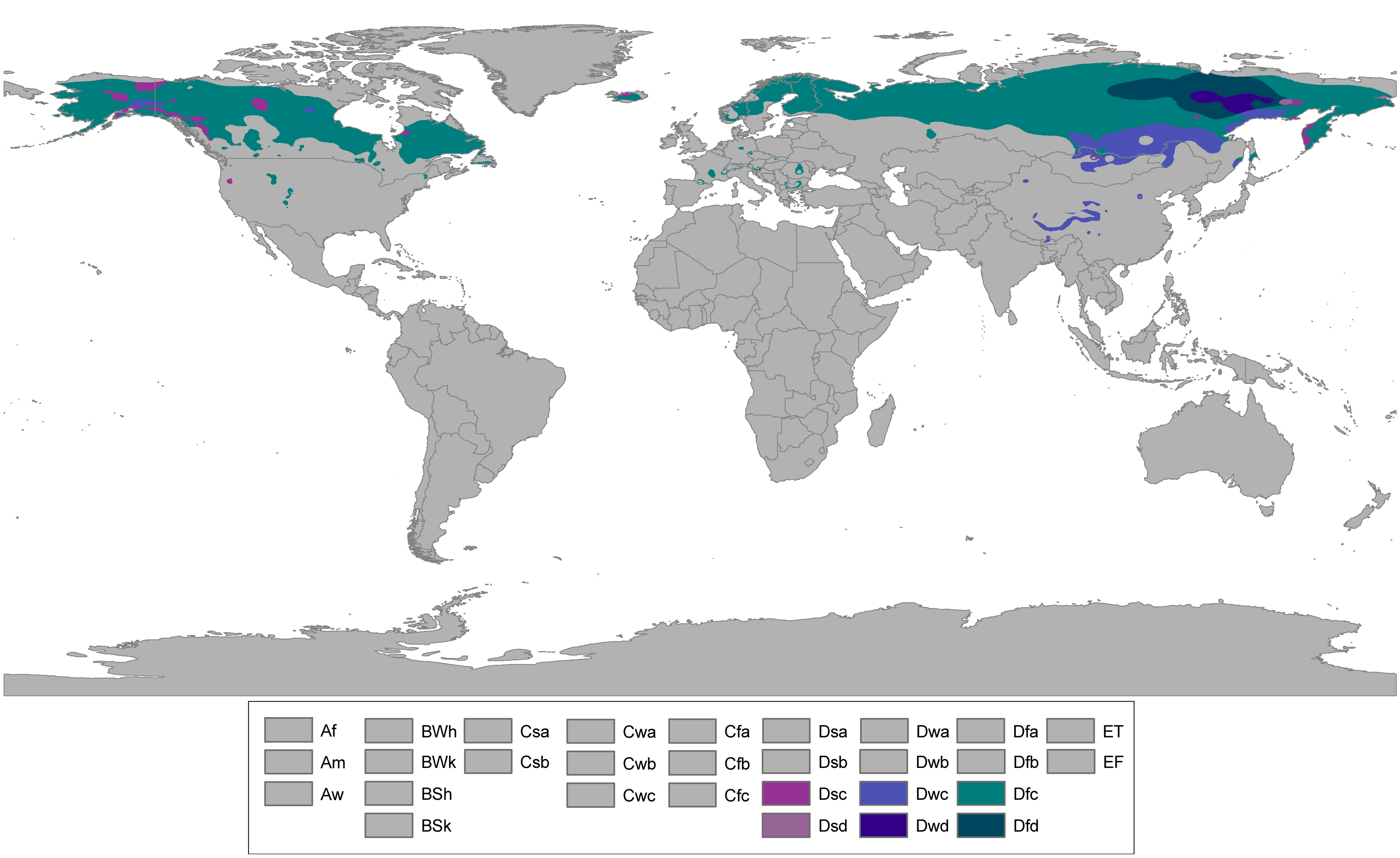
Бореальний клімат планети.

Бореа́льний клі́мат (від грец. borealis — північний) —  холодний клімат помірних широт із чітко визначеними сезонами року — сніжною зимою та коротким теплим літом. У регіонах бореального клімату переважають ландшафти тайги та мішаних лісів.